# Досмухамбетов, Джанбулат Мажитович
Джанбулат Мажитович Досмухамбетов (род. 5 января 1933; Владимировский район, ныне Ахтубинский район, Астраханская область, СССР — 22 августа 2021; Актау, Мангистауская область, Казахстан) — советский и казахский ученый в области нефтегазовой геологии. инженер-геолог. кандидат геолого-минералогических наук (1985), доктор философских наук, профессор. Заслуженный геолог-разведчик Казахской ССР (1984). Почётный разведчик недр Республики Казахстан. Почётный гражданин города Актау.

## Биография
Джанбулат Мажитович Досмухамбетов родился 5 января 1933 года в селе Верхний Баскунчак, Владимировского района, Астраханской области.
В 1958 году Окончил Московский нефтяной институт имени И. М. Губкина по специальности «Геология и разведка нефтяных и газовых месторождений».
В 1958 по 1974 годы работал в Западно-Казахстанском геологическом управлении Министерства геологии Казахской ССР.
В 1974 годы был направлен в ПО «Мангишлакнефть» на должность главного геолога Мангишлакского управления буровых работ.
С 1978 по 1987 годы занимал должность главного геолога в Мангишлакском управлении разведочного бурения.
С 1987 по 1998 годы работал КазНИПИнефть ведущим научным сотрудником, зав.лабораторией проектирования поисково-разведочных работ, затем в ТОО Независимая экспертно-консалтинговая фирма «ПРОГНОЗ», где работал исполнительным директором.
С 2000 года главным специалистом, внештатным советником генерального директора ТОО Проектный институт «OPTIMUM».

## Научные, литературные труды
В 1978 годы в Институте геологии и разработке горячих ископаемых (г. Москва) Д. М. Мосмухамбетов без отрыва от производства защитил кандидатскую диссертацию на тему «Геоструктурный анализ и перспективы нефтегазоносности триасовых отложений Южного Мангышлака».
Около 55 лет Джанбулат Мажитович проработал в нефтяной отрасли Казахстана, при этом почти 30 лет посвятил производству, работал главным в поисково-разведочных буровых предприятиях и 25 лет в научно-исследовательских организациях.
Является первооткрывателем более 15-ти месторождений нефти и газа в Гурьевской (ныне Атырауской) и Мангыстауской областях.
Является автором свыше 25-ти научных статей и работ, в том числе более 20-ти научно-исследовательских отчетов, более 40 геологических проектов по вводу площадей в глубокое поисковое и разведочное бурение по Южному Мангышлаку и другим регионам.

## Награды и звания
За личный вклад в открытие большинства меторрождений на Мангышлаке и многолетнюю безупречную работу в нефтяной отрасли он награждён орденом «Дружбы народов» (1986), медалями «За доблестный труд» (1971), «Отличник нефтяной промышленности Казахстана», «100 лет нефтяной промышленности Казахстана», «Первооткрыватель месторождений», «За заслуги в разведке недр» и другими медалями и почетными грамотами.
За заслуги перед страной Указом Президиума Верховного Совета Казахстана (от 15.02.1984 г.) ему присвоено почетное звание «Заслуженный геологоразведчик Казахской ССР».
- Почётный разведчик недр Республики Казахстан
- Почётный профессор Каспийский государственный университет технологий и инжиринга имени Ш. Есенова (2005)
- Почётный гражданин города Актау